# Comté de Thayer
Le comté de Thayer est un comté de l'État du Nebraska, aux États-Unis.
Son siège est la ville de Hebron.